# Moritz Föllmer
Moritz Föllmer (* 1971) ist ein deutscher Historiker.

## Leben
Föllmer studierte Geschichte, Philosophie und Verfassungsrecht an den Universitäten Bonn, Göttingen und Paris. Im Jahr 2000 wurde er an der Humboldt-Universität zu Berlin promoviert. 2004–2005 war er Feodor Lynen Scholar der Alexander-von-Humboldt-Stiftung an der University of Chicago. Nach 2006 war er Lecturer und Senior Lecturer in Moderner europäischer Geschichte an der University of Leeds. Seit 2011 ist er Associate Professor für Moderne Geschichte an der Universität Amsterdam.

## Schriften
Monographien
- The Quest for Individual Freedom. A Twentieth-Century European History. Cambridge University Press, Cambridge 2025, ISBN 978-1-009-48281-3.
- ‚Ein Leben wie im Traum‘. Kultur im Dritten Reich. Beck, München 2016 (ungarische Fassung 2018; englische Fassung 2020)
- Individuality and Modernity in Berlin. Self and Society From Weimar to the Wall. Cambridge University Press, 2013
- Die Verteidigung der bürgerlichen Nation. Industrielle und hohe Beamte in Deutschland und Frankreich 1900–1930 (= Kritische Studien zur Geschichtswissenschaft. Band 154). Vandenhoeck & Ruprecht, Göttingen 2002

als Herausgeber
- mit Pamela E. Swett: Reshaping Capitalism in Weimar and Nazi Germany. Cambridge University Press, Cambridge 2022.
- mit Mark B. Smith: Urban Societies since 1945. Themenheft von Contemporary European History, Band 24, 2015.
- mit Martin Baumeister, Philipp Müller: Die Kunst der Geschichte. Historiographie, Ästhetik, Geschichte. Vandenhoeck & Ruprecht, Göttingen 2009 (Festschrift für Wolfgang Hardtwig)
- mit Rüdiger Graf: Die „Krise“ der Weimarer Republik. Zur Kritik eines Deutungsmusters. Campus, Frankfurt 2005
- Sehnsucht nach Nähe. Interpersonale Kommunikation in Deutschland seit dem 19. Jahrhundert. Franz Steiner, Stuttgart 2004